# NWA United Kingdom Heavyweight Championship
L'NWA United Kingdom Heavyweight Championship è stato un titolo di wrestling promosso dalla federazione britannica NWA UK Hammerlock, affiliata alla National Wrestling Alliance.
Il titolo fu attivo dal 2001 al 2012, quando fu disattivato con la chiusura della federazione.

## Albo d'oro
| Legenda  |                                                                               |
| -------- | ----------------------------------------------------------------------------- |
| #        | Indica il numero del regno titolato                                           |
| Regno    | Viene indicato il numero del regno del campione                               |
| Data     | La data in cui il titolo è stato vinto                                        |
| Località | Indica il luogo in cui il titolo è stato vinto                                |
| Note     | Indica notizie particolari riguardanti i cambi di titolo o altre informazioni |

| #  | Campione      | Regno | Data              | Giorni | Località                              | Evento     | Note | Fonti |
| -- | ------------- | ----- | ----------------- | ------ | ------------------------------------- | ---------- | --- | ----- |
| 1  | Gary Steele   | 1     | 2 novembre 2001   | 100    | Telford, Shropshire                   | House show | In un torneo per decretare il campione inaugurale, sconfiggendo in finale Johnny Moss.                                 |       |
| 2  | Johnny Moss   | 1     | 10 febbraio 2002  | 115    | Herne Bay, Kent                       | House show | |       |
| 3  | Tony McMillan | 1     | 5 giugno 2002     | 2      | Hertford, Hertfordshire               | House show | |       |
| 4  | Johnny Moss   | 2     | 7 giugno 2002     | 134    | Maidstone, Kent                       | House show | |       |
| 5  | Jake Roberts  | 1     | 19 ottobre 2002   | 1      | Maidstone, Kent                       | House show | |       |
| 6  | Johnny Moss   | 3     | 20 ottobre 2002   | --     | Ashford, Kent                         | House show | |       |
| —  | Vacante       | —     | 2002              | —      | —                                     | —          | Il titolo fu reso vacante per motivi non noti.                                                                         |       |
| 7  | Hugh Mungus   | 1     | 19 ottobre 2004   | 6      | Margate, Kent                         | House show | In uno spareggio per riassegnare il titolo vacante contro Exodus.                                                      |       |
| 8  | Paul Tracey   | 1     | 25 ottobre 2004   | 4      | Hertford, Hertfordshire               | House show | |       |
| 9  | Dru Onyx      | 1     | 29 ottobre 2004   | 1      | Maidstone, Kent                       | House show | |       |
| —  | Vacante       | —     | 30 ottobre 2004   | —      | —                                     | —          | Il titolo fu reso vacante quando Dru Onyx lasciò il Regno Unito.                                                       |       |
| 10 | Johnny Moss   | 4     | 31 ottobre 2004   | 334    | Rugby, Warwickshire                   | House show | In uno spareggio per riassegnare il titolo vacante contro Fergal Devitt.                                               |       |
| 11 | Paul Tracey   | 2     | 30 settembre 2005 | 18     | Kilcoole, Irlanda                     | House show | |       |
| 12 | Johnny Moss   | 5     | 18 ottobre 2005   | 121    | Bray, Irlanda                         | House show | |       |
| 13 | Dan Severn    | 1     | 16 febbraio 2006  | 2      | Grays, Essex                          | House show | |       |
| 14 | Johnny Moss   | 6     | 18 febbraio 2006  | 392    | Maidstone, Kent                       | House show | |       |
| 15 | Conscience    | 1     | 17 marzo 2007     | 427    | Bellshill, Lanarkshire Settentrionale | Clan Wars  | |       |
| —  | Vacante       | —     | 17 maggio 2008    | —      | —                                     | —          | Tutti i titoli attivi nella Scottish Wrestling Alliance furono dichiarati vacanti e rimessi in palio lo stesso giorno. |       |
| 16 | Conscience    | 2     | 17 maggio 2008    | 119    | Bellshill, Lanarkshire Settentrionale | Battlezone | In uno spareggio per riassegnare il titolo vacante contro Lionheart.                                                   |       |
| —  | Vacante       | —     | 13 settembre 2008 | —      | —                                     | —          | Il titolo fu reso vacante per motivi non noti.                                                                         |       |
| 17 | Gary Lagden   | 1     | 20 febbraio 2011  | 147    | Corringham, Essex                     | House show | In uno spareggio per riassegnare il titolo vacante contro Tony McMillan.                                               |       |
| 18 | Kurupt        | 1     | 17 luglio 2011    | 321    | Corringham, Essex                     | House show | |       |
| 19 | Lee Walker    | 1     | 28 ottobre 2011   | 2      | Tonbridge, Kent                       | House show | |       |
| 20 | Kurupt        | 2     | 30 ottobre 2011   | 216    | Pitsea, Essex                         | House show | |       |
| 21 | Danny Garnell | 1     | 2 giugno 2012     | 161    | Tonbridge, Kent                       | House show | |       |
| 22 | Phil Boyd     | 1     | 10 novembre 2012  | --     | Tonbridge, Kent                       | House show | |       |
| —  | Disattivato   | —     | 2012              | —      | —                                     | —          | Il titolo fu disattivato con la chiusura della NWA UK Hammerlock.                                                      |       |